# Guillaume Dode de la Brunerie

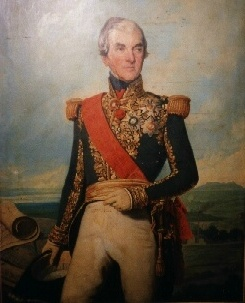
Guillaume Vicomte Dode de la Brunerie

Guillaume Vicomte Dode de la Brunerie (* 30. April 1775 in Saint-Geoire, Département Isère; † 28. Februar 1851 in Paris) war ein Marschall von Frankreich.
Dode de la Brunerie verließ 1795 die Genieschule in Metz und nahm an den Kriegen der Republik und des Kaiserreichs auf fast allen europäischen Kriegsschauplätzen sowie in Ägypten teil. Wiederholt leitete er größere Befestigungsarbeiten und zeichnete sich besonders in Spanien bei den Belagerungen von Saragossa und Badajoz aus. 1813 wurde ihm als Divisionsgeneral die Verteidigung von Glogau übertragen, das er, erst nachdem die Friedenspräliminarien abgeschlossen waren, auf Befehl König Ludwigs XVIII. übergab. Als Napoleon 1815 von Elba nach Frankreich zurückkehrte, trat Dode de la Brunerie nicht in seine Dienste.
1823 begleitete er die nach Spanien einrückende französische Armee als Chef des Geniewesens und veröffentlichte nach der Heimkehr das Werk Précis des opérations contre Cadix 1823 (Paris 1824). Seit dem 1. September 1840 wurde Dode de la Brunerie mit der oberen Leitung der Befestigung von Paris betraut und führte diese Aufgabe zu Ende. Schon vorher war er an die Spitze des Befestigungskomitees berufen. 
Dode de la Brunerie war der erste seit Sébastien Le Prestre de Vauban aus der Genietruppe hervorgegangene Marschall von Frankreich. Er starb im Ruhestand am 28. Februar 1851 in Paris.

## Ehrungen
Sein Name ist am Triumphbogen in Paris in der 22. Spalte (DODE) eingetragen.